# Владимир (Целищев)
Архиепи́скоп Влади́мир (в миру Оле́г Алексе́евич Цели́щев; 28 января 1966, Калининград, СССР) — канадский и американский религиозный деятель русского происхождения. Предстоятель РПЦЗ(В-В) (с 2008 года) с титулом «архиепископ Монреальский и Канадский» (с 2021 года). Ранее архиепископ «Сан-Францисский и Западно-Американский», управляющий Западно-Американской, Восточно-Американской, Южно-Американской, Западно-Канадской и Восточно-Канадской епархиями РПЦЗ(В-В). До 2001 года — клирик РПЦЗ.

## Биография
Родился в семье катакомбных православных христиан (иосифлян — сторонников митрополита Иосифа Петроградского). Был крещён иеромонахом Александром (Орловым). Окормлялся у известного катакомбного священника Михаила Рождественского, ставленника митрополита Иосифа Петроградского.
Окончил морское училище, был моряком дальнего плавания.
В конце 1980-х годов (по другим данным в 1993 году) эмигрировал в США. По данным Вениамина Жукова, в середине 90-х годов, вслед за своими родителями, бывшими катакомбниками, приглашенными в Америку Митрополитом Виталием, Олег получает визу и, как его родители, поселяется в Синоде. Когда его родители вернулись в Россию, Митрополит Виталий сказал Олегу, что невозможно долго оставаться жить в Синоде — ему нужно определиться, либо идти в мир и создавать семью, либо поступать в семинарию и стать монахом
В 1993 году поступил в Свято-Троицкий монастырь в Джорданвилле послушником. Проживал в США по гринкарте.
В 1997 году был пострижен в рясофор с оставлением прежнего имени и в том же году закончил  Свято-Троицкую духовную семинарию. В конце 1997 года, видя неправославные, с его точки зрения, взгляды и действия настоятеля монастыря архиепископа Лавра (Шкурлы), вместе с четырьмя монахами покинул Свято-Троицкий монастырь, добиваясь перевода непосредственно в подчинение Первоиерарха РПЦЗ митрополита Виталия, известного своим критическим отношение к Московской Патриархии и неприятием «сергианства» и экуменизма.
В 1998 году был переведён в Спасо-Преображенский скит в Мансонвилле (Канада) и в этом же году пострижен в малую схиму. В 1999 году митрополитом Виталием рукоположен во иеродиакона и иеромонаха.
Будучи крайне негативно настроен по отношению к Московскому патриархату, в штыки встретил решения Архиерейского Собора РПЦЗ октября 2000 года. В ноябрьском письме 2000 года он говорил, что «митрополита больше нет», что митрополит больше не способен управлять Церковью, потому что он «лишился ориентировки и памяти», находится «в нездоровом состоянии сознания и рассудка» (майское письмо 2001 года) и «абсолютно зависим» от своего секретаря Л. Д. Роснянской, которая имеет полный контроль над его подписью, его письменными принадлежностями и его печатью. «Не надо питать иллюзий на этот счёт», — писал иеромонах Владимир в июльском письме 2001 года.
6 ноября 2001 года в Спасо-Преображенском храме Спасо-Преображенского скита в Мансонвилле иеромонах Владимир (Целищев) был хиротонисан во епископа Сакраментского, викарий предстоятеля РПЦЗ(В). Хиротонию совеоршили: Сергием (Киндяковым) и Варнавой (Прокофьевым).
В ноябре 2001 года Епископ Сакраментский Владимир временно оставлен в мансонвилльском Свято-Преображенском мужском скиту в помощь Первоиерарху РПЦЗ митрополиту Виталию.
В декабре 2002 года стал настоятелем прихода Новомучеников и Исповедников Российских, расположенном в доме Петра Будзиловича в Наяке, по словам которого, «получив данный приход в цветущем состоянии — материальном и духовном, — за время своего „окормления“ епископ Владимир добился того, что более 35 человек ушли из прихода. <…> Речь идёт о прихожанах, которые сознательно ушли из прихода из-за „окормления“ епископа Владимира. 35 человек — это более 50 % прихода! В один прекрасный момент этот человек даже ухитрился анафематствовать одного прихожанина».
28 ноября 2003 года постановлением Архиерейского собора РПЦЗ(В) назначен управляющим созданной тогда же Западно-Американской епархии с титулом Сан-Францисский и Западно-Американский.
В ноябре 2005 года решением Архиерейского собора РПЦЗ(В) был избран секретарём Архиерейского Синода РПЦЗ(В).
В 2006 году на епископа Владимира было возбуждено уголовное дело полицией США, органами государственной безопасности США он был объявлен в федеральный розыск.
17 июня 2006 года указом Архиерейского Синода РПЦЗ(В) за подписями митрополита Виталия (Устинова), Антония (Орлова) и Виктора (Пивоварова) отстранён от должности секретаря Синода. Решений не признал. Вместе со своими сторонниками добился издания указа от 14 июля того же года за подписью митрополита Виталия, в котором «для общего умиротворения» отменялись все принятые им указы с 15/28 мая.
27 сентября 2006 года после смерти митрополита Виталия и раскола в РПЦЗ(В), сторонники еп. Владимира, сформировавшие Архиерейский Синод РПЦЗ (В), постановили: «После Рождественских Святок созвать Архиерейский Собор для избрания нового Первоиерарха. До того времени во всех церквах должно возноситься имя старшего по хиротонии архиерея — Преосвященного Владимира, Епископа Сан-Францисского и Западно-Американского, о чём оповестить всю Церковь».
В 2007—2008 годах наступил критический период для юрисдикции, в которой он состоял. Епископы РПЦЗ(В) либо ушли из неё, образовав отдельные неканонические юрисдикции (Антоний (Орлов), Виктор (Пивоваров), Антоний (Рудей)), либо умерли (Сергий (Киндяков)), либо тяжело болели Варфоломей (Воробьёв). Единственный оставшийся иерарх Анастасий (Суржик) был на грани ухода. В этих условиях начал переговоры с отделившимся от РПЦЗ епископом Агафангелом (Пашковским), создавшим своё «Временное Высшее Церковное Управление». Однако Владимиру (Целищеву) удалось договориться с Анастасием (Суржиком) и поставить в 2008 году ряд епископов. Как потом отметил Агафангел (Пашковский): «После благих договоренностей неожиданно со стороны еп. Владимира вышла статья с хулой на нашу Церковь».
Решением Архиерейского Собора РПЦЗ(В-В), проходившем в октябре 2009 года, был избран Председателем Синода и наделён титулом архиепископа.
По разным данным, в этот период в РПЦЗ(В-В) входило от 30 до 50 приходов в России, на Украине, в США, Канаде, Франции, странах Южной Америки.
Журналист Евгений Соколов в 2014 году так его характеризовал: «Если же по просвященному мнению в[ладыки] В[ладимира], из всего этого получилась единственно каноническая, и, стало быть, единственно благодатная на земле Церковь под его мудрым первоиераршеством, то это всего-навсего его собственное мнение, мало кем в православии разделяемое. Некоторые считают, что в. В. просто пребывает в прелести. При этом я никогда не называл церковь в. В. сектой, но признаки секты в ней усматриваю. Например, массовые перекрещивания вопреки словам в Символе Веры: „Верую во едино крещение во оставление грехов“. Владыке следовало бы вспомнить, что две новые святые нашей церкви — государыня-императрица Александра Федоровна и великая княгиня Елизавета Фёдоровна — были приняты из лютеранства в православие через исповедь и причастие. Никакого повторного крещения у них не было. А у в. В. дело дошло до того, что он предложил подвергнуть повторному крещению внука известного протоиерея Зарубежья о. Николая Неклюдова».
13 сентября 2021 года Архиерейский собор РПЦЗ(В-В), заслушав доклад Владимира (Целищева) о том, что «что за последнее время ситуация в окормляемых им Епархиях изменилась таким образом, что он большую часть времени проводит в Монреале (Канада). С учетом того, что ранее существовала Канадская Епархия РПЦЗ он предлагает объединить Восточно-Канадскую и Западно-Канадскую Епархии в одну, как это и было ранее», постановил: «объединить Восточно-Канадскую и Западно-Канадскую Епархии в одну Канадскую епархию и изменить титул Председателя Архиерейского Синода РПЦЗ Архиепископа Владимира на Монреальский и Канадский» с оставлением за ним управления Западно-Американскую епархию РПЦЗ(В-В).